# (29561) Iatteri
(29561) Iatteri (1998 DU10) – planetoida z pasa głównego asteroid okrążająca Słońce w ciągu 5,47 lat w średniej odległości 3,1 j.a. Odkryta 21 lutego 1998 roku.